# Dizionario d'ortografia e di pronunzia
Dizionario d'ortografia e di pronunzia (prescurtat DOP) este cel mai mare dicționar ortografic și ortoepic al limbii italiene, publicat de editura RAI ERI. Autorii acestui dicționar sunt Bruno Migliorini, Carlo Tagliavini, Piero Fiorelli și Tommaso Francesco Bórri.

## Descriere
Dizionario d'ortografia e di pronunzia (DOP) oferă ortografia și pronunțarea corectă, potrivit standardului de bază toscan sau florentin amendat (neutru tradițional, în terminologia lui Luciano Canepari), pentru circa 140.000 de intrări.

## Ediții
- 1969: CVII + 1341 pp.; 23 cm.
- 1981: CXXXVII + 761 pp.; 28 cm.
- 1999: CXXXVIII + 761 pp.; 22 cm (ediția din 1981, retipărită, cu un format și litere mai mici).
- 31 ianuarie 2008: ediția on line[2] (prezentare oficială).
- 2010: I volum (A-I/J), CXXXIII + 606 pp., 27,5 cm; II volum (K-Z), 649 pp., 27,5 cm; III volum (cuvinte strǎine), în pregǎtire.